# Джин, Дебора
Дебора Джин (англ. Deborah S. Jin; 15 ноября 1968 — 15 сентября 2016) — американский физик-экспериментатор, лауреат многих престижных наград.

## Биография
Дебора Джин родилась в Станфорде (Калифорния) и выросла в Индиан-Харбор-Бич во Флориде, куда семья вскоре переехала. Её отец был профессором физики Флоридского технологического института, её мать и старший брат также получили физическое образование, только младшая сестра стала юристом. Дебора изучала физику в Принстонском университете, который окончила с отличием в 1990 году. В 1995 году она получила докторскую степень за работу, выполненную в Чикагском университете под руководством Томаса Розенбаума. Её диссертация была посвящена исследованию свойств некоторых необычных сверхпроводников (таких, как UPt3).
После защиты Джин резко изменила направление своих исследований. Она получила позицию постдока в институте JILA в Боулдере (Колорадо), чтобы заниматься физикой охлаждённых атомов под руководством будущего нобелевского лауреата Эрика Корнелла. Джин быстро освоила методики лазерного охлаждения и провела несколько важных исследований, включая измерение теплоёмкости и спектров возбуждения недавно полученных Корнеллом конденсатов Бозе — Эйнштейна. В 1997 году учёная получила постоянную позицию в JILA и приступила к реализации важной задачи атомной физики — созданию газа ультрахолодных фермионов. Методы охлаждения бозонов, разработанные к тому времени, не подходили для этой задачи из-за слабости процесса столкновительной термализации. Тем не менее, уже в 1999 году Джин и её аспирант Брайан ДеМарко (Brian DeMarco) сообщили об успешном создании первого квантового ферми-газа из атомов изотопа калий-40. Такие газы представляют интерес для моделирования поведения более сложных систем, например высокотемпературных сверхпроводников. Развивая эту работу, в 2003 году Джин вместе с Маркусом Греинером и Синди Регал создала фермионный конденсат, в котором фермионы объединяются в пары типа куперовских под действием магнитного поля. В некоторых публикациях предполагалось, что эта работа будет в 2015 году отмечена Нобелевской премией по физике.
В 2008 году Джин вместе с группой Джун Йе создала первый квантовый газ двухатомных молекул, что позволяет исследовать химические реакции в необычных условиях и контролировать квантовые состояния взаимодействующих частиц.
Джин была замужем за физиком Джоном Боном (John Bohn), который тоже был аспирантом в Чикаго в первой половине 1990-х годов и с которым они опубликовали несколько совместных работ; у них есть дочь Жаклин (Jaclyn). Джин играла на скрипке и укулеле, любила ходить в походы и кататься на лыжах, играла за софтбольную команду института.
Дебора Джин скончалась 15 сентября 2016 года от рака.

## Награды и членства
- Стипендия Мак-Артура (2003)[6]
- Медаль Бенджамина Франклина (2008)
- Премия Л’Ореаль — ЮНЕСКО «Для женщин в науке» (2013)
- Премия Комстока (2014)
- Медаль Исаака Ньютона (2014)
- Член Национальной академии наук США (с 2005 года) и Американской академии искусств и наук (с 2006 года)[7].

## Основные публикации
- Jin D.S., Ensher J.R., Matthews M.R., Wieman C.E., Cornell E.A. Collective Excitations of a Bose-Einstein Condensate in a Dilute Gas // Physical Review Letters. — 1996. — Vol. 77. — P. 420—423. — doi:10.1103/PhysRevLett.77.420.
- Ensher J.R., Jin D.S., Matthews M.R., Wieman C.E., Cornell E.A. Bose-Einstein Condensation in a Dilute Gas: Measurement of Energy and Ground-State Occupation // Physical Review Letters. — 1996. — Vol. 77. — P. 4984—4987. — doi:10.1103/PhysRevLett.77.4984.
- DeMarco B., Jin D.S. Onset of Fermi Degeneracy in a Trapped Atomic Gas // Science. — 1999. — Vol. 285. — P. 1703—1706. — doi:10.1126/science.285.5434.1703.
- Regal C.A., Ticknor C., Bohn J.L., Jin D.S. Creation of ultracold molecules from a Fermi gas of atoms // Nature. — 2003. — Vol. 424. — P. 47—50. — doi:10.1038/nature01738.
- Greiner M., Regal C.A., Jin D.S. Emergence of a molecular Bose–Einstein condensate from a Fermi gas // Nature. — 2003. — Vol. 426. — P. 537—540. — doi:10.1038/nature02199.
- Regal C.A., Greiner M., Jin D.S. Observation of Resonance Condensation of Fermionic Atom Pairs // Physical Review Letters. — 2004. — Vol. 92. — P. 040403. — doi:10.1103/PhysRevLett.92.040403.
- Ni K.-K., Ospelkaus S., de Miranda M.H.G., Pe'er A., Neyenhuis B., Zirbel J.J., Kotochigova S., Julienne P.S., Jin D.S., Ye J. A High Phase-Space-Density Gas of Polar Molecules // Science. — 2008. — Vol. 322. — P. 231—235. — doi:10.1126/science.1163861.